# Igreja Ortodoxa da Moldávia
A Igreja da Moldávia ou Igreja Ortodoxa da Moldávia (moldavo: Biserica Ortodoxă din Moldova; russo:Правосла́вная це́рковь Молдо́вы), oficialmente Metrópole de Quixinau e Toda a Moldávia, é uma Igreja Ortodoxa autogovernada, no território da República da Moldávia, sob à jurisdição do Patriarcado de Moscou. É uma das maiores comunidades religiosas na Moldávia, que recebeu em 2005, mais de 3 milhões de fiéis. Parte da Igreja Ortodoxa na Moldávia também pertence à Igreja Ortodoxa Russa localizada na Rússia. A Igreja Ortodoxa da Moldávia está dividida em seis eparquias. Possui 1.080 paróquias, 30 mosteiros ativos, dois seminários e uma Academia Teológica. A Igreja recebeu um estatuto de autogoverno (autonomia limitada) em 1992.
O atual Primaz da Igreja é Sua Eminência Vladimir, Metropolita de Quixinau e de Toda a Moldávia, eleito em 1989.
Atualmente, a principal língua litúrgica é o romeno. O eslavo eclesiástico e gagauz também são usados.

## História

### A Ortodoxia na Moldávia

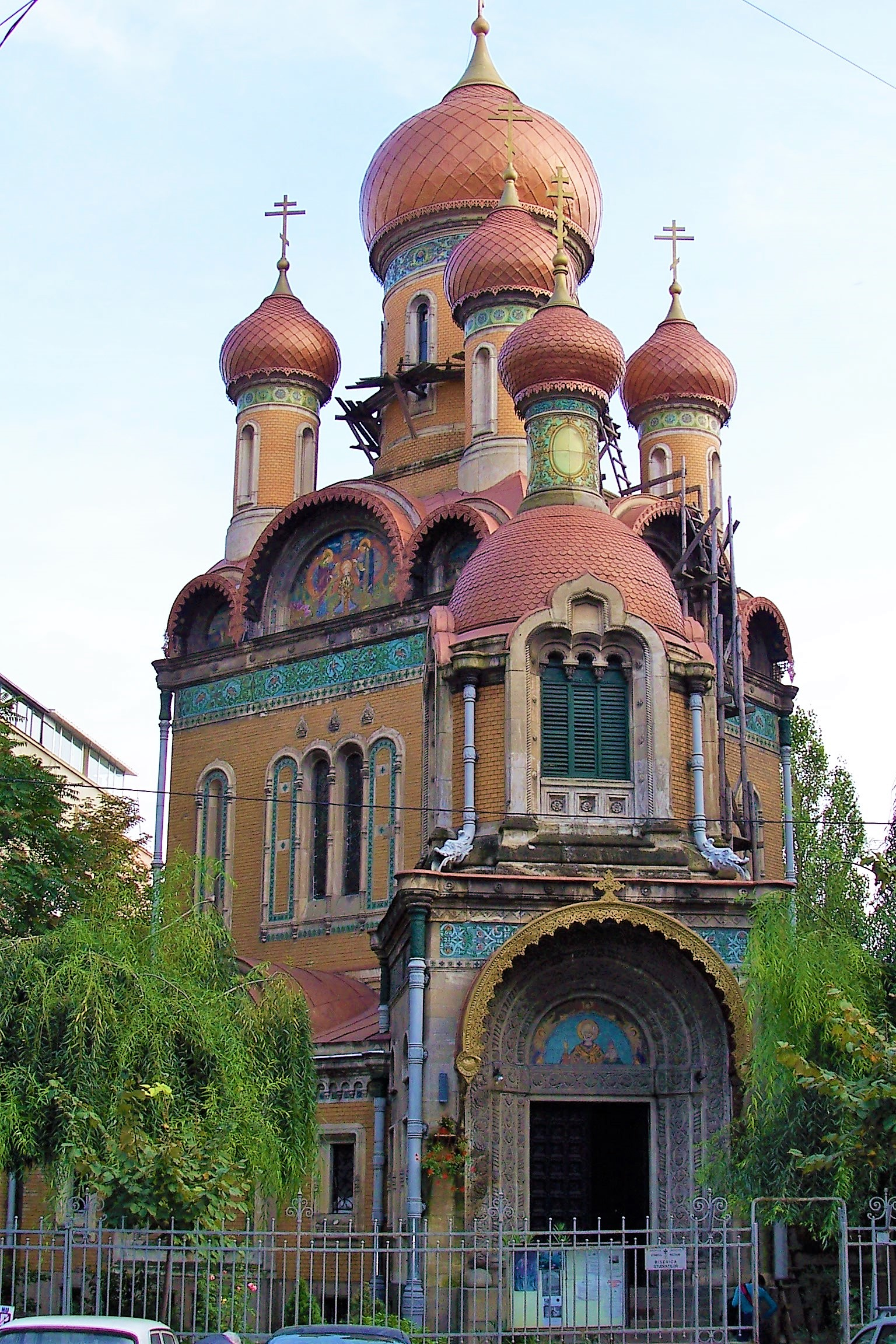
Antiga Igreja Russa de São Nicolau em Bucareste.

Acredita-se que o cristianismo ortodoxo foi levado pela primeira vez à Romênia e à Moldávia pelo apóstolo André.
Seja como for, as sementes do cristianismo penetraram no baixo Danúbio junto com os colonos romanos. Até o século V, os Bispos da Dácia estavam sob a jurisdição do arcebispo de Sirmium, sujeitos à jurisdição de Roma; a partir do século VI - na jurisdição de Justiniana Prima; do século VIII - Constantinopla.
No final do século XIV, após a formação do Principado da Moldávia, que incluía o interflúvio Prut-Dniester, a Metrópole da Moldávia foi estabelecida como parte do Patriarcado de Constantinopla com direitos de autonomia.
O Metropolita da Moldávia foi mencionado pela primeira vez em 1386. Sua confirmação dificilmente foi aceita pelo Patriarcado Ecumênico, que pretendia impor um hierarca grego, enquanto o país queria um romeno. Foi apenas em 26 de julho de 1401 que o Bispo ortodoxo Iosif da Moldávia - consagrado pelo Metropolita da Galícia, Antonio, e parente próximo do Príncipe da Moldávia - foi reconhecido como Metropolita. A sede da Metrópole era em Suceava, enquanto que, na segunda metade do século XVII, foi transferida para Iasi.

### Fundação e Autogoverno
Em 1812, a metade oriental da Moldávia (rebatizada como Bessarábia ) foi anexada pelo Império Russo, que colocou as Igrejas ortodoxas neste território sob a jurisdição da Igreja Ortodoxa Russa. Em 1813, a Diocese de Quixinau foi fundada, sob o arcebispo romeno Gabriel Bănulescu-Bodoni. A ascensão da vida cultural nacional começou, um sistema de educação religiosa e secular foi organizado. Em 1858, havia cerca de 400 escolas, mais de 12 mil pessoas estudadas.
Em 1918, após a ocupação da Bessarábia pela Romênia, a Diocese de Quixinau foi incluída na Igreja Romena (“Metrópole da Bessarábia”. Também funcionou durante a guerra de 1941-1944).
Desde 1944 - novamente como parte da Igreja Ortodoxa Russa.
Em 1992, em conexão com a formação da República independente da Moldávia, por decisão do Santo Sínodo da Igreja Ortodoxa Russa, a Igreja Ortodoxa da Moldávia recebeu o status de autogoverno. Realiza suas atividades com base nos tomos do Patriarca Alexis II de 2 de dezembro de 1994. De acordo com a Carta da Igreja Ortodoxa Russa (Capítulo VIII), os órgãos da autoridade eclesial e da administração da Igreja Ortodoxa da Moldávia são o Conselho e o Sínodo, chefiado por seu Primaz.

## Organização
A Metrópole de Quixinau e Toda a Moldávia atualmente consiste de 6 eparquias e 2 vicariatos:
- Eparquia de Quixinau;
  - Vicariato de Soroca;
  - Vicariato de Orhei.
- Eparquia de Tiraspol e Dubassari;
- Eparquia de Cahul e Comrat;
- Eparquia de Ungheni e Nisporeni;
- Eparquia de Balti e Falesti;
- Eparquia de Edineti e Briceni.